# J. Michael Tatum
John Michael Tatum (n. en Texas, 25 de mayo de 1976) es un actor de voz estadounidense, director de ADR y guionista de Funimation que ofrece doblaje en inglés para series de anime japonesas.

## Biografía

### Vida personal
Tatum nació el 25 de mayo de 1976 en McKinney, Texas, Estados Unidos. Tatum se ha declarado abiertamente homosexual.

### Carrera
En el panel de Florida SuperCon 2015, cuando le preguntaron cual era su inspiración para dedicarse al doblaje, Tatum respondió que cuando era joven tenía un impedimento del habla y su profesor lo hizo involucrarse en el teatro; al recitar y memorizar, notaron que su tartamudez desaparecía. Luego se dedicó a la actuación dramática y teatral.
En 2005, Tatum fue descubierto por el director de ADR de Funimation, Christopher Bevins, quien lo eligió para doblar al inglés el personaje de Rikichi en Samurai 7. Entre sus otros papeles notables se encuentran Kyoya Ootori en Ouran High School Host Club, Sebastian Michaelis en Kuroshitsuji, Francia en Hetalia: Axis Powers, Erwin Smith en Shingeki no Kyojin y Enel en One Piece. Recientemente fue elegido para doblar el papel de Rei Ryuugazaki en Free! Eternal Summer.
Desde 2010 hasta 2014, organizó The Anime Show junto con su amiga y compañera de trabajo Terri Doty y el ingeniero de ADR Stephen Hoff. Numerosas veces, ha expresado su admiración hacia el anime, la serie Doctor Who, el actor Vincent Price y el famoso dramaturgo William Shakespeare. 
Tatum trabaja muy a menudo con la también actriz de doblaje Brina Palencia.

## Filmografía

### Anime
| Año           | Título                                                                     | Papel                                                   | Notas |
| ------------- | -------------------------------------------------------------------------- | ------------------------------------------------------- | --- |
| 2005          | Burst Angel                                                                | Voces adicionales                                       | |
| 2005          | Samurai 7                                                                  | Rikichi                                                 | |
| 2006          | Speed Grapher                                                              | Katsuya Shirogane                                       | |
| 2006          | D.Gray-man                                                                 | Komui Lee                                               | |
| 2006          | Kimi ga Nozomu Eien                                                        | Kisho                                                   | |
| 2006          | Trinity Blood                                                              | Süleyman                                                | |
| 2006          | Fullmetal Alchemist: Conquistador de Shamballa                             | Voces adicionales                                       | |
| 2007          | BECK: Mongolian Chop Squad                                                 | Jim Walsh                                               | |
| 2007          | Mushishi                                                                   | Taku                                                    | |
| 2007          | School Rumble                                                              | Hiroyoshi Asou                                          | |
| 2007          | Glass Fleet                                                                | Varios personajes                                       | |
| 2007          | ×××HOLiC                                                                   | Shizuka Dōmeki                                          | |
| 2007          | Tsubasa: RESERVoir CHRoNiCLE                                               | Seishirō Sakurazuka                                     | |
| 2008          | Shuffle!                                                                   | Masanori Takizawa, Yamaguchi, Male Student B            | |
| 2008          | Sasami: Magical Girls Club                                                 | Amitav                                                  | |
| 2008          | Soul Eater                                                                 | Giriko                                                  | |
| 2009          | Spice and Wolf                                                             | Kraft Lawrence                                          | |
| 2009          | Romeo × Juliet                                                             | William Shakespeare                                     | Director de ADR |
| 2009          | Baccano!                                                                   | Isaac Dian                                              | |
| 2010-2012     | Higashi no Eden                                                            | Kazuomi Hirasawa                                        | - Eden of the East - The King of Eden (película-2009) - Eden of the East - Paradise Lost (película-2010) |
| 2010          | Mnemosyne                                                                  | Ihika                                                   | |
| 2010          | Fullmetal Alchemist: Brotherhood                                           | Scar                                                    | Reemplazó a Dameon Clarke También fue Scar en Premium Collection |
| 2010          | Ouran High School Host Club                                                | Kyoya Ootori                                            | |
| 2010          | Dragon Ball Z Kai                                                          | Zarbon, Guide                                           | |
| 2010          | Hetalia: Axis Powers                                                       | Francia                                                 | |
| 2010          | Shikabane Hime                                                             | Tagami Keisei                                           | Director de ADR |
| 2010          | Initial D                                                                  | Ryosuke Takahashi                                       | |
| 2010          | Pokémon                                                                    | Tobias                                                  | |
| 2011-presente | Kuroshitsuji                                                               | Sebastian Michaelis                                     | - Kuroshitsuji (2008) - That Butler, Performer (OVA-2009) - Kuroshitsuji II (2010) - Ciel in Wonderland (OVA-2010) - Welcome to the Phantomhive's (OVA-2010) - Making of Kuroshitsuji II (OVA-2011) - Ciel in Wonderland: Part Two (OVA-2011) - Kuroshitsuji: Book of Circus (2014) - Kuroshitsuji: Book of Murder (OVA-2014) - Kuroshitsuji: Book of Atlantic (película-2017) |
| 2011          | Chaos;Head                                                                 | Kouzou                                                  | |
| 2011          | Hero Tales                                                                 | Shokaku                                                 | |
| 2011          | Tetsuwan Birdy                                                             | Tuto                                                    | |
| 2011          | One Piece                                                                  | Enel                                                    | Funimation dub |
| 2011          | Chrome Shelled Regios                                                      | Político                                                | |
| 2011          | Evangelion: 2.0 You Can (Not) Advance                                      | Ryoji Kaji                                              | |
| 2011          | Summer Wars                                                                | Wabisuke Jinnouchi                                      | |
| 2012          | .hack//Quantum                                                             | Smith                                                   | |
| 2012          | Steins;Gate                                                                | Rintarō Okabe                                           | |
| 2012          | Deadman Wonderland                                                         | Nagi Kengamine                                          | |
| 2012          | Dragon Age: Dawn of the Seeker                                             | Regalyan D'Marcall                                      | |
| 2012          | Pokémon the Movie: Black-Victini and Reshiram and White-Victini and Zekrom | Damon                                                   | |
| 2013          | Toriko                                                                     | Jelly Boy                                               | |
| 2013          | Mirai Nikki                                                                | Masumi Nishijima                                        | |
| 2013          | Last Exile: Fam, el Silver Wing                                            | Geeth, Rakesh                                           | |
| 2013          | Shakugan no Shana: The Movie                                               | Friagne                                                 | |
| 2014-2016     | Kamisama Hajimemashita                                                     | Tomoe                                                   | - Kamisama Hajimemashita (2012) - Kamisama Hajimemashita: Season Two (2015) - Kamisama Hajimemashita Kako-hen (2015-2016) |
| 2014          | Space Dandy                                                                | Dr. Gel                                                 | |
| 2014          | Date A Live                                                                | Kyōhei Kannazuki                                        | |
| 2014          | Code:Breaker                                                               | Masaomi Heike                                           | |
| 2014          | Shingeki no Kyojin                                                         | Erwin Smith                                             | ADR Script |
| 2015          | Assassination Classroom                                                    | Shiro                                                   | ADR Script |
| 2015          | Tokyo Ghoul                                                                | Shuu Tsukiyama                                          | Director asistente de ADR |
| 2015          | Yurikuma Arashi                                                            | Life Sexy                                               | |
| 2015          | Absolute Duo                                                               | Tempest Judge                                           | |
| 2015          | Akatsuki no Yona                                                           | Crimson Dragon King                                     | Episodios: "7 y 24" |
| 2015          | Tokyo Ravens                                                               | Jin Ohtomo                                              | |
| 2015          | Noragami                                                                   | Takemikazuchi                                           | |
| 2015          | D-Frag!                                                                    | Ataru Kawahara (adulto y joven)                         | |
| 2015          | High School DxD BorN                                                       | Arthur Pendragon                                        | |
| 2015          | Kekkai Sensen                                                              | Steven A. Starphase                                     | |
| 2015          | Nobunagun                                                                  | St. Germain                                             | |
| 2015          | Arslan Senki                                                               | Gadevi                                                  | Episodios: "14-18" |
| 2015          | Free! Iwatobi Swim Club                                                    | Rei Ryūgazaki                                           | ADR Script |
| 2015          | Daimidaler the Sound Robot                                                 | Matayoshi                                               | |
| 2015          | Danganronpa: The Animation                                                 | Jin Kirigiri                                            | ADR Writer, también Dangan Ronpa 3: The End of Hope's Peak Academy |
| 2016          | Prince of Stride: Alternative                                              | Yūjirō Dan                                              | |
| 2016          | Koukaku no Pandora: Ghost Urn                                              | Ian Krutz                                               | |
| 2016          | Divine Gate                                                                | Arthur                                                  | |
| 2016          | Dimension W                                                                | Loser, Seijun Makita (Ep. 4), Julian Tyler (Eps. 9, 11) | |
| 2016          | Brothers Conflict                                                          | Masaomi Asahina                                         | |
| 2016          | My Hero Academia                                                           | Tenya Īda                                               | |
| 2016          | Garo: The Animation                                                        | Luciano Guzmán                                          | Ep. 19 |
| 2016          | Ore, Twintail ni Narimasu.                                                 | Papillon Guildy                                         | Ep. 7 |
| 2016          | Hatsukoi Monster                                                           | Daikoku Nikaido                                         | |
| 2016          | Tales of Zestiria the X                                                    | Rohan                                                   | Eps. 10-11 |
| 2016          | Monster Hunter Stories: Ride On                                            | Cryo                                                    | |
| 2016          | 91 Days                                                                    | Tetsta Lagusa                                           | Ep. 1 |
| 2016          | Yuri!!! on Ice                                                             | Michele Crispino                                        | |
| 2016          | Joker Game                                                                 | Jean Victoire                                           | |
| 2016          | Keijo!!!!!!!!                                                              | Narrador                                                | |
| 2016          | Trickster                                                                  | Ryo Inoue                                               | |
| 2016          | Nanbaka                                                                    | Kiji Mitsuba                                            | |
| 2016          | Overlord                                                                   | Londes Di Clamp                                         | |
| 2016          | Show by Rock!!                                                             | Orion                                                   | |
| 2016          | Touken Ranbu: Hanamaru                                                     | Souza Samonji                                           | |
| 2016          | Drifters                                                                   | Butch Cassidy                                           | |
| 2016          | Chaos Dragon                                                               | Black Dragon                                            | |
| 2016          | Aquarion Logos                                                             | Masatsugu Kobayakawa                                    | |
| 2016          | Ranpo Kitan: Game of Laplace                                               | Kagami                                                  | |
| 2016          | RWBY                                                                       | Klein Sieben                                            | Volumen 4 |
| 2016          | Shisha no teikoku                                                          | Frederick Gustavus Burnaby                              | |
| 2016          | trilogía Rurouni Kenshin                                                   | Kanryu Takeda                                           | Doblaje en inglés para live-action |
| 2017          | Yōjo Senki                                                                 | Erich Von Rerugen                                       | |
| 2017          | ACCA: 13-ku Kansatsu-ka                                                    | Warbler                                                 | Ep. 4 |
| 2017          | Chain Chronicle: Haecceitas no Hikari                                      | Burckhardt                                              | |
| 2017          | Luck & Logic                                                               | Jefe de Hong Kong (Eps. 1-2), Incubus (Ep. 3)           | |
| 2017          | Ren'ai Bōkun                                                               | Rey Demonio                                             | |
| 2017          | Alice to Zōroku                                                            | Sawaki                                                  | Ep. 1 |
| 2017          | Seikai Suru Kado                                                           | Narrador                                                | |
| 2017          | Gosick                                                                     | Enterrador                                              | Ep. 4 |
| 2017          | Sakura Quest                                                               | Noge                                                    | |
| 2017          | Code Geass: Akito the Exiled                                               | Ioan Malcal                                             | |
| 2017          | Samurai Warriors                                                           | Nobuyuki Sanada                                         | |
| 2017          | Black Clover                                                               | Fuegoreon Vermillion                                    | |
| 2017          | Shin Godzilla                                                              | Hideki Akasaka                                          | Funimation dub |

### Videojuegos
| Año  | Título                      | Papel                                                   |
| ---- | --------------------------- | ------------------------------------------------------- |
| 2012 | Borderlands 2               | Hodunk Bandit, Sir Hammerlock                           |
| 2014 | SMITE                       | Hércules, Stargazer Anubis, Lord Slashington III Fenrir |
| 2014 | Borderlands: The Pre-Sequel | Sir Hammerlock, Lost Legion Infantry # 4, Powersuit Pro |
| 2015 | Killing Floor 2             | Sr. Foster                                              |
| 2015 | Paladins                    | Fernando                                                |